# Kopaczów (Ukraina)
Kopaczów (ukr. Копачів, Kopacziw) – wieś w rejonie obuchowskim obwodu kijowskiego.
Siedziba dawnej gminy Kopaczów w powiecie kijowskim.